# 비스트 (마블 코믹스)
비스트(Beast, 본명: 헨리 필립 "행크" 맥코이, Henry Philip "Hank" McCoy)는 마블 코믹스에서 출간한 만화책에 등장하는 슈퍼히어로 공상 캐릭터이다. 그는 엑스맨이라고 알려진, 뮤턴트들의 슈퍼히어로 팀의 설립 멤버이다. 그가 처음 소개되었을때, 비스트는 초인적인 힘과 민첩성 그리고 엄청 크고 날카로운 손과 발을 지녔지만, 그럼에도 그외에는 보통 인류같이 생긴 유인원 같이 생긴 뮤턴트이다. 만화책에서 등장했던 동안, 비스트는 그의 얼굴이 점차 변하는걸 겪었고, 갈수록 푸른 털, 고양이과의 얼굴 특징, 뾰족한 귀와 송곳니, 발톱 같은 동물의 외향을 영구적으로 갖게 되었다. 그의 힘은 그의 감각과 같이 더욱 향상되었다.
인간과 같지 않은 외향에도, 그는 예술과 과학에 뛰어나서, 생화학과 유전학에서 세계적인 권위자이고, 엑스맨들의 의사이며, 제이비어 기관 (엑스맨의 본부와 어린 뮤턴트들을 가르치는 학교)에서 과학과 수학을 공부한다. 그의 짐승의 본능과 사회적 거부의 두려움에 싸우고 있으며, 비스트는 자신의 육체적이고 정직한 재능을 인간과 뮤턴트들에게 더 좋은 세상을 만들기 위해 전념을 다하고 있다. 또한 그는 유머적 감각도 지녔다.
초창기 엑스맨의 일원 중 한명인, 비스트는 엑스맨과 관련한 코믹스에서 지속적으로 출연하고 있다. 또한 그는 예전부터 어벤저스와 디펜더스 팀의 "올스타" 멤버이다.
이 캐릭터는 또한 TV 애니메이션과 영화 같은 미디어에서도 등장하였다. 영화 엑스맨 2에서 인간의 모습으로 뉴스 방송에 잡힌 모습은 스티브 베이식이 매우 짧은 카메오로 비스트역을 맡았고, 반면에 엑스맨: 최후의 전쟁에서는 켈시 그래머가 맡았고. 니콜라스 홀트는 엑스맨: 퍼스트 클래스에서 젊은 시절의 모습을 연기하였다. 켈시 그래머와 니콜라스 홀트는 엑스맨: 데이즈 오브 퓨처 패스트에서 그들이 맡았던 역할로 다시 출연하였다.